# Dipodomys phillipsii
Dipodomys phillipsii és una espècie de mamífer rosegador de la família dels heteròmids. És endèmica de Mèxic, on viu a altituds d'entre 950 i 2.850 msnm. Els seus hàbitats naturals són els medis àrids o semiàrids amb herbes curtes i mates de figa d'Índia, nopal o cactus intercalades amb clarianes de sòl nu. És una espècie en risc mínim, és a dir, no sembla que hi hagi cap amenaça significativa per a la seva supervivència.
Aquest tàxon fou anomenat en honor de l'estatunidenc John Phillips, secretari de la Junta de la Company of Adventurers in the Mines of Real del Monte.